# Refuge d'Argentière
Le refuge d'Argentière est un refuge situé en France dans le département de la Haute-Savoie en région Auvergne-Rhône-Alpes.

## Situation
Le refuge d'Argentière est situé sur la rive droite du glacier d'Argentière au pied d'un éperon qui descend de l'aiguille d'Argentière et sépare le glacier supérieur d'Argentière du glacier des Améthystes.

## Histoire
Le bâtiment actuel a été construit en remplacement d'un premier refuge fabriqué dans un petit village de l'Oise pour le Club alpin français en 1933. Les frères Caillot de Saint-Sauveur avaient en effet pour spécialité la fabrication puis l'assemblage sur site de refuges de haute montagne. Ils ont aussi construit les refuges Albert-Ier et l'agrandissement des refuges Vallot et Leschaux.

## Caractéristiques et informations
Le refuge d'Argentière est gardé dès fin février et met à disposition en période estivale 94 places. En hiver, le refuge met à disposition 16 places non gardées. Le refuge dispose également d'une terrasse.

## Accès
Pour pouvoir accéder au refuge d'Argentière, on doit dans un premier temps prendre le téléphérique des Grands Montets puis entamer une descente du glacier des Rognons et une traversée du glacier d'Argentière. Le temps d'accès est estimé à environ une heure et demie à deux heures.
On peut également y accéder en partant du refuge de Lognan par les glaciers d'Argentière et la moraine des Rognons. Ce passage a un dénivelé d'environ 900 mètres. Cette voie d'accès est plus longue, il faut trois à quatre heures pour l'effectuer.

## Ascensions
Le refuge d'Argentière est le point de départ de nombreuses courses d'alpinisme, de ski de randonnée ou de randonnée glaciaire, des plus accessibles aux plus techniques.
L'aiguille d'Argentière (3 902 m) est l'ascension classique du secteur, très fréquentée par les itinéraires suivants, depuis le refuge éponyme :
- la voie du glacier du Milieu, course glaciaire abordable (PD) devenue la voie normale ;
- le couloir en Y, couloir de neige de 450 mètres, orienté SE, coté AD ;
- l'arête de Flèche Rousse, longue course d'arête mixte (neige, rochers) cotée AD, orientée est ;
- l'arête du Jardin, course rocheuse d'envergure, cotée D, exposée sud-ouest, se déroulant sur 900 mètres de dénivelé.

Le Tour Noir (3 837 m) est également un sommet classique qui reçoit de nombreux visiteurs, principalement en traversée, depuis le col supérieur du Tour Noir.
Le refuge d'Argentière est aussi le point de départ d'itinéraires mythiques se déroulant dans des faces Nord de légende, réservées aux alpinistes chevronnés :
- face Nord des Droites (4 000 mètres) (les voies Ginat, Colton, Davaille, Éperon Tournier, Couloir Lagarde, sont des itinéraires d'ampleur se déroulant sur plus de 1 200 mètres de dénivelé) ;
- face Nord des Courtes (voies des Suisses, des Autrichiens, pente Nord-Est) ;
- aiguille Verte (couloir couturier, goulottes) ;
- face Nord de l'aiguille de Triolet (voie Gréloz-Roch).

Le fond du glacier d'Argentière comporte de nombreux itinéraires d'escalade mixte, très prisés des alpinistes : voies Petit Viking à la pointe du Domino, voie Raie des Fesses dans la face Nord du Triolet, voie Charlet-Couturier dans la face NW du Dolent, voie Charlet-Ghilini à la pointe de Pré de Bar, etc.
Le refuge d'Argentière permet également la réalisation d'ascensions rocheuses : le Minaret, l'aiguille du Génépi, l'aiguille du Refuge, la Pyramide de la Verte, l'arête du Rabouin ou encore l'arête Charlet-Straton sur l'aiguille d'Argentière.
Enfin, le refuge d'Argentière est également une étape possible pour la réalisation d'itinéraires de randonnée glaciaire ou de ski de randonnée. La plus classique étant certainement la traversée des trois cols : col du Chardonnet - fenêtre de Saleina - col du Tour.